# 白川功
白川 功（しらかわ いさお）は、日本の電子工学者。大阪大学名誉教授。元電子情報通信学会副会長。

## 人物・経歴
富山県出身。富山県立富山中部高等学校を経て、1963年大阪大学工学部電子工学科卒業。1965年大阪大学大学院工学研究科電子工学専攻修士課程修了。1968年大阪大学大学院工学研究科電子工学専攻博士課程修了、工学博士、大阪大学工学部電子工学科助手。1973年大阪大学助教授。1986年郵政省近畿テレコム懇談会運営委員長。1987年大阪大学教授。1994年NTT電気通信技術委員。1995年IEEE Circuits and Systems Society Vice President。1996年電子情報通信学会理事。1997年日本学術会議基盤情報通信研究連絡委員会委員。1998年大阪大学大型計算機センターセンター長、シンセシス研究顧問。1999年大阪大学総長補佐、大阪大学評議員。2000年アーニス・サウンドテクノロジーズ研究顧問。2001年大阪大学大学院工学研究科長・工学部長。2002年富山県立大学客員教授。2003年定年退職、大阪大学名誉教授、姫路工業大学客員教授。同年兵庫県立大学教授、千里アーカイブステーション副代表理事、シンセシス取締役、日本放送協会大阪府視聴者会議委員。2004年兵庫県立大学大学院応用情報科学研究科長、電子情報通信学会副会長、日本国際学生技術研修協会理事長、ひょうご産官学連携支援機構理事。2005年ひょうご情報教育機構アドバイザー。2006年知的財産高等裁判所専門委員、大阪商工会議所情報家電ビジネスシーズ研究会座長。2007年地球観測取締役。2008年日本データセンター協会理事長。2009年NTTドコモお客様懇話会委員。

## 著書
- 『回路理論の基礎』（篠田庄司と共著） コロナ社 1990年
- 『企業情報完全防衛術』幻冬舎メディアコンサルティング 2013年

## 受賞
- 電子情報通信学会業績賞 1997年[3]
- 情報通信月間推進協議会情報通信功績賞 1997年[3]
- 日経BP社LSI IP デザインアワード IP優秀賞 2001年[3]
- 電子情報通信学会功績賞 2002年[3]
- 日経BP社LSI IP デザインアワード IP賞 2002年[3]
- 国際会議 IEEE ICCE 2002 最優秀ポスター賞 2002年[3]
- 国際会議 IEEE ISCE 2004 最優秀論文賞 2002年[3]
- 日経BP社LSI IP デザインアワード IP賞 2005年[3]
- IEEEマイルストーン賞 2007年[3]
- 文部科学大臣表彰科学技術賞（科学技術振興部門） 2011年[4]
- 瑞宝中綬章 2018年[5]
- IEEE Life Fellow[3]
- 電子情報通信学会名誉員[3]
- 電子情報通信学会フェロー[3]